# Мур, Джон (хоккеист)
Джон Кэрролл Мур, мл. (англ. John Carroll Moore, Jr.; 19 ноября 1990, Уиннетка, США) — американский хоккеист, защитник. Выступает за «Анахайм Дакс» в Национальной хоккейной лиге.
Выступал за «Чикаго Стил» (USHL), «Китченер Рейнджерс» (ОХЛ). В НХЛ за 5 клубов.
В чемпионатах НХЛ сыграл 230 матчей (9+31), в турнирах Кубка Стэнли — 33 матча(0+3).
В составе национальной сборной США участник чемпионата мира 2015 (9 матчей, 0+1).
Достижения
- Бронзовый призёр чемпионата мира (2015)